# 폴클로레
폴클로레(Folclóre)는 영어의 포크로어가 스페인어로 된 것으로 상업적인 음악에 대비된 민족적인 음악을 가리키는 용어이다. 대부분의 경우 아르헨티나를 중심으로 하는 남미 남부의 민요를 가리키는 말로 사용되며, 요즈음은 다소 상업적인 신작 민요까지도 폴클로레에 포함하고 있다. 

## 참고 자료
- 이 문서에는 다음커뮤니케이션(현 카카오)에서 GFDL 또는 CC-SA 라이선스로 배포한 글로벌 세계대백과사전의 내용을 기초로 작성된 글이 포함되어 있습니다.